# Zofia cieszyńska (zm. ok. 1569)
Zofia cieszyńska (ur. zap. między 1545 a 1547 lub po 1548, zm. zap. krótko po 23 lutego 1569) – księżniczka cieszyńska, córka księcia Wacława III Adama i jego pierwszej żony Marii z Pernsteinu.

## Życiorys
Dokładna data narodzin Zofii nie jest znana. Przypuszcza się, iż księżniczka przyszła na świat w okresie konfliktu księcia cieszyńskiego Wacława Adama z teściem, magnatem czeskim Janem z Pernsteinu między 1545 a 1547, gdyż w przeciwieństwie do jej starszego rodzeństwa narodziny Zofii nie zostały odnotowane w korespondencji jej dziada macierzystego. Istnieje również prawdopodobieństwo iż w czasie konfliktu doszło do separacji Wacława III Adama z małżonką, co przesuwałoby datę narodzin Zofii cieszyńskiej na czas po 1548. Imię księżniczki nawiązywało najprawdopodobniej do zmarłej w 1541 siostry jej ojca.
Według wiarygodnego przekazu historyka Eleazara Tilischa Zofia zmarła w młodym wieku. Książę Wacław III Adam w liście z 23 lutego 1569 zawiadamiał radę miasta Cieszyna o chorobie swojej córki oraz zwracał się z prośbą o dostarczenie dla niej potrzebnych lekarstw. Dawna literatura uważała, iż wymieniona w liście księżniczka jest nieznaną z imienia córką księcia Wacława Adama z drugiego małżeństwa z Sydonią Katarzyną, córką księcia saskiego Franciszka I. Obecnie przypuszcza się, że informacja ta mogła się odnosić do Zofii. Zofia cieszyńska zmarła zatem najprawdopodobniej krótko po 23 lutego 1569.